# Leucippe (fille de Galatée)
Pour les articles homonymes, voir Leucippe (homonymie).
Dans la mythologie grecque, Leucippe (du grec ancien : Λεύκιππος / Leukippos, signifiant "cheval blanc") était une jeune fille de Phaistos, en Crète, élevée comme un garçon par sa mère pour la protéger et dont le sexe fut changé, la jeune fille transformé en homme à la demande de sa mère par l'action de la déesse Léto. Leucippe est né de Lampros, fils de Pandion, et de Galatée, fille d'Eurytos, fils de Sparton.

## Mythe
Lampros de Phaistos, fils de Pandion de Phaistos, souhaitait ardemment avoir un fils. Lorsque son épouse Galatée tomba enceinte, il la prévint que si elle donnait naissance à une fille, il tuerait celle-ci en l'exposant. Lorsque Galatée donna naissance à son enfant et réalisa qu'il s'agissait d'une fille, elle prétendit qu'il s'agissait d'un garçon pour la sauver, la travestissant comme tel et lui donnant un nom masculin: Leucippe. Mais l'enfant grandit et il devint impossible de cacher son sexe. Désespérée, Galatée courut comme suppliante au temple sacré de Léto et lui demanda de transformer sa fille en garçon, seul moyen de garder celle-ci en vie. La déesse eut pitié d'elle et accepta ses prières. Ainsi, la jeune fille abdiqua son voile de jeune fille et par l'intervention divine de Léto fut transformée en homme,.
L'histoire de Leucippe est similaire à celle d'Iphis, l'enfant de Ligde et de Téléthuse.

## Commémoration
En commémoration de cet événement, les habitants de Phaistos ont surnommé Léto Phytia (du grec φύω "grandir"), parce qu'elle a fait pousser un pénis à Leucippe, et ont établi une fête en l'honneur de Léto qu'ils nommèrent Écdysia (du grec ἑκδύω "se déshabiller "), car Leucippe s'est débarrassé des vêtements de femme après sa transformation. 
Il était aussi de coutume pour les femmes de Phaistos de venir s'allonger à côté de la statue de Leucippe avant leur mariage.

## Sources
- Lampsas Giannis, Dictionaire du monde ancien (Lexiko tou Archaiou Kosmou), Vol. II, Athènes, Domi Publications, 1984, p.80.